# فرنسيسكو غارسيا روميرو
فرنسيسكو غارسيا روميرو (بالإسبانية: Francisco García Romero)‏ هو موظف مدني وسياسي إسباني، ولد في 1559 في إسبانيا.